# Lulu Santos

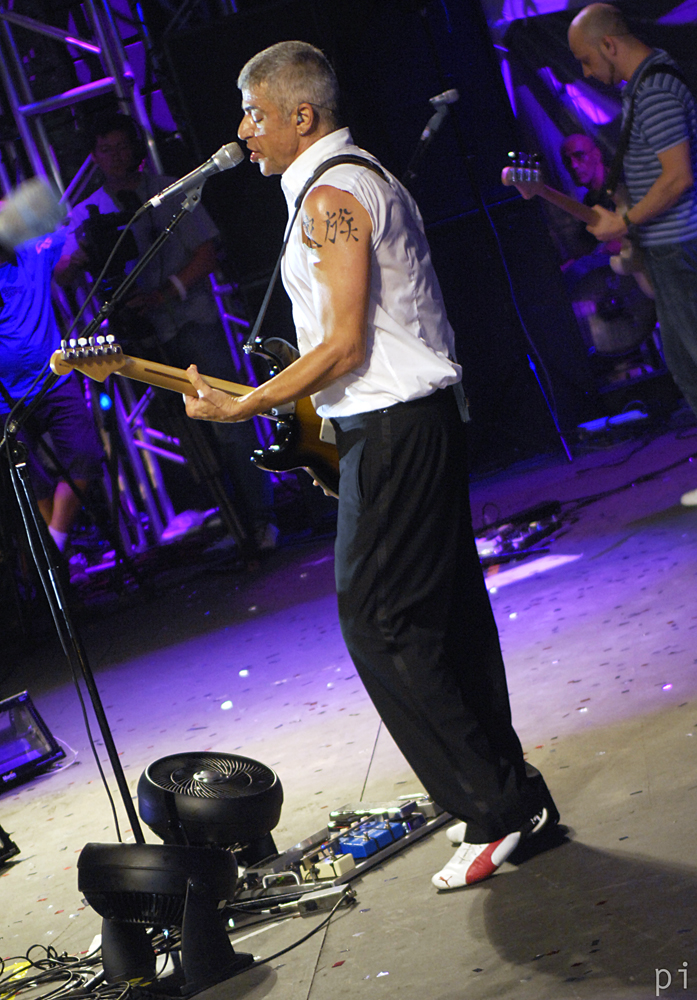
Lulu Santos.

Lulu Santos, nom artístic de Luiz Maurício Pragana dos Santos (Rio de Janeiro, 4 de maig de 1953), és un cantant i guitarrista brasiler.

## Carrera
Va ser part de la banda progressiva Vimana, banda que després va deixar i es va embarcar en una carrera en solitari que va produir diversos èxits, com Tesouros da Juventude (un homenatge a John Lennon, escrit amb Nelson Motta), De Repente Califórnia, Tempos modernos, Adivinha o quê, el gran èxit Como uma Onda (Zen-surfismo) -una altra associació de Santos i Nelson Motta- i Um certo alguém. L'àlbum de 1984 Tudo Azul va portar els èxits «O último romântico» (l'arranjament instrumental del qual es basava en la cançó de George Harrison «Greece», de l'àlbum de 1982, Gone Troppo), «Certas coisas» i la pista del títol.
El 1986, l'àlbum Lulu tenia "Casa" i "Um pro outro". Lulu va vendre 250.000 còpies. L'àlbum de 1988 Toda Forma de Amor tenia la cançó optimista "A Cura" (amb la lletra "En cada port volarà/el vell". bandera de la vida/A cada far cremarà/una espurna d'esperança... Desafiant amb força la noció/Que l'infern és aquí/Hi haurà/Cada raça experimentarà/La cura per a tots els mals"). "A Cura" va ser la cançó més tocada a la ràdio FM durant l'any. El març de 2017, va anunciar que estava preparant un àlbum en honor al setanta aniversari de la cantant Rita Lee, titulat inicialment Um belo dia resolvi mudar, una al·lusió a un fragment de la cançó "Agora Só Falta Você", més tard canviada per Baby Baby Baby!, inspirada en un fragment de la cançó "Ovelha Negra".

## Com a creador de la Banda sonora de Malhação
Lulu Santos, va ser el creador de la primera Banda sonora de la telesèrie juvenil de la Rede Globo Malhação, denominada: «Assim caminha a humanidade», publicat el 1994, i que va sonar en aquesta sèrie entre 1995 i 1999.
Durant la festa de celebració dels 40 anys de la Rede Globo, l'elenc de Malhação del 2004/2005 va celebrar 10 anys, amb una versió pròpia de la cançó de Lulu Santos.

## Discografia
| Any  | Títol                                               | Vendes                   |
| ---- | --------------------------------------------------- | ------------------------ |
| 1982 | Tempos Modernos                                     | 150.000 (Or)             |
| 1983 | O Ritmo do Momento                                  | 350.000 (Platí)          |
| 1984 | Tudo Azul                                           | 400.000 (Platí)          |
| 1985 | Normal                                              | 180.000 (Or)             |
| 1986 | Lulu Santos                                         | 250.000 (Platí)          |
| 1988 | Toda Forma de Amor                                  | 450.000 (Platí)          |
| 1989 | Popsambalanço: e Outras Levadas                     | 80.000                   |
| 1989 | Amor à Arte - Lulu Santos e Auxílio Luxuoso Ao Vivo | 100.000 (Or)             |
| 1990 | Honolulu                                            | 70.000                   |
| 1992 | Mondo Cane                                          | 60.000                   |
| 1994 | Assim Caminha a Humanidade                          | 1.000.000 (3× Platí)     |
| 1995 | Eu e Memê, Memê e Eu                                | 1.000.000 (Diamant)      |
| 1996 | Anticiclone Tropical                                | 400.000 (Platí)          |
| 1997 | Liga Lá                                             | 150.000 (Or)             |
| 1999 | Calendário                                          | 120.000 (Or)             |
| 2000 | Acústico MTV                                        | 1.000.000 (3× Platí)     |
| 2002 | Programa                                            | 160.000 (Or)             |
| 2003 | Bugalu                                              | 120.000 (Or)             |
| 2004 | MTV Ao Vivo                                         | 800.000 (Platí)          |
| 2005 | Letra & Música                                      | 55.000 (Or)              |
| 2007 | Longplay                                            | 50.000 (Or)              |
| 2009 | Singular                                            | 15.000                   |
| 2010 | Lulu Acústico MTV II                                | 30.000 (CD)/30.000 (DVD) |
| 2013 | Lulu Canta & Toca Roberto e Erasmo                  | 65.000 (Or)              |
| 2014 | Luiz Maurício                                       | 20.000                   |
| 2015 | Toca + Lulu – Ao Vivo                               | 20.000 (CD)/20.000 (DVD) |
| 2017 | Baby Baby!                                          | 10.000                   |
| 2019 | Pra Sempre                                          | 1.000                    |